# Ölands revir
Ölands revir var ett skogsförvaltningsområde som tillhörde Södra överjägmästardistriktet och Kalmar län och omfattade Ölands södra och norra mots tingslag. Det var indelat i fyra bevakningstrakter, innefattade 10 037 hektar allmänna skogar (1920), varav på revirets enda kronopark, Böda, föll 6 242 hektar.